# Magyarbánhegyes
Magyarbánhegyes is een plaats (község) en gemeente in het Hongaarse comitaat Békés. Magyarbánhegyes telt 2691 inwoners (2002).